# Emmet Brennan
Emmet Brennan (* 4. Mai 1991 in Dublin, Irland) ist ein irischer Boxer im Halbschwergewicht. Er war Teilnehmer der Olympischen Sommerspiele 2020 in Tokio.

## Karriere
Brennan trainierte im Dublin Docklands Boxing Club, wurde 2017 Irischer Meister im Mittelgewicht und verlor im Achtelfinale der Europameisterschaft 2017 in Charkiw gegen Kamran Şahsuvarlı aus Aserbaidschan.
2020 wurde er Irischer Meister im Halbschwergewicht und nahm an der europäischen Olympiaqualifikation teil. Dort besiegte er Radenko Tomić aus Bosnien und Ukë Smajli aus der Schweiz, unterlag zwar im Viertelfinale gegen den Kroaten Luka Plantić, schlug jedoch in den Box-offs, beim Kampf um einen der beiden letzten Plätze, den Schweden Liridon Nuha. Bei den Olympischen Sommerspielen 2020 in Tokio schied er in der Vorrunde gegen den Usbeken Dilschodbek Rusmetow aus.